# Azer
Azer，為韓國湖原大學推出的七人女團。共有七名成員包括Youkyung、 Yujin、 Juyeon、 Jaein、 Mijeong、 Minseo、 Soyeon，於2021年3月4日以單曲《Elegante》出道。 

## 發展歷程

### 2019年

#### 大學Kpop系成立、成員通過試鏡加入團體
湖原大學的K-pop系成立，系主任、前女聲組合Big Mama成員申妍兒教授想創建一個不遵循典型訓練的偶像組合，七名一年級學生通過試鏡被選為Azer最終成員。

### 2021年

#### 出道、數位單曲《Elegante》、《Pit a Pat》
3月4日，Azer發佈了出道單曲《Elegante》。出道歌曲編舞由一年級學生自己製作，而歌曲則由製作團隊Stardust製作。所有課程由申妍兒教授準備並主持，並參加了合唱部分。
11月24日，Azer發佈了與KOFAC合作的特別單曲《Pit a Pat》。

### 2022年

#### 回歸、數位單曲《Trouble》
2月25日，Azer公開了回歸預告視頻。
4月9日，Azer發佈了數位單曲《Trouble》作爲回歸。
4月24日，Azer受邀在K-stage第27屆Spring Picnic表演。

## 成員資料
- 依照年齡排序
- 成員皆未正名
- 名字粗體為隊長

| 朴相妍 |  | Park Seo Yeon | 1998年9月29日 ·                  | 韓國湖原大學 |      |
| 張柱妍 |  | Jang Ju Yeon  | 2000年2月16日 ·                  | 韓國湖原大學 |      |
| 南美貞 |  | Nam Min Jeong | 2000年3月25日 ·                  | 韓國湖原大學 |      |
| 康有京 |  | Kang Yu Kyung | 2000年5月25日 ·                  | 韓國湖原大學 | 隊長 |
| 李在寅 |  | Lee Jae In    | 2000年5月29日 ·                  | 韓國湖原大學 |      |
| 金珉書 |  | Kim Min Seo   | 2000年10月11日 ·                 | 韓國湖原大學 |      |
| 崔玉珍 |  | Choi Yu Jin   | 2001年2月16日 · 首爾特別市瑞草區 | 韓國湖原大學 | 忙内 |

## 成員變遷表
注明：
- 红色（垂線）：專輯或單曲發行

## 音樂作品

### 單曲
- 《Elegante》（2021年3月4日）
- 《Pit A Pat》（2021年11月24日）
- 《Trouble》（2022年4月9日）